# محمد الشهراني (لاعب كرة قدم مواليد 1996)
محمد سعد حزام الشهراني (مواليد 26 مارس 1996) هو لاعب كرة قدم سعودي يلعب حالياً في نادي الجندل.

## مسيرة اللاعب
بدأ اللاعب في الناشئين في نادي ضمك و انتقل نادي النصر في الفئات السنية في عام 2010 وتم تصعيده للفريق الأول عام 2017 و أعاره إلى نادي ضمك في عام 2018 لمدة موسمين و أعير إلى نادي العدالة في صيف 2020 و لعب بعدها مع نادي الساحل ونادي الخلود ونادي الجندل.

## الحياة الشخصية
محمد هو شقيق اللاعب سعيد حزام .

## وصلات خارجية
- محمد الشهراني على موقع Soccerway.com (الإنجليزية)